# Stenus fornicatus
Stenus fornicatus – gatunek chrząszcza z rodziny kusakowatych i podrodziny myśliczków (Steninae).
Gatunek ten został opisany w 1833 roku przez Jamesa Francisa Stephensa.
Chrząszcz o ciele długości od 2,5 do 2,8 mm. Przedplecze jest prawie tak szerokie jak długie. Mocno wypukłe pokrywy są prawie dwukrotnie szersze od głowy. Obrys odwłoka jest ku tyłowi spiczasto zwężony. Odnóża są ubarwione czarno z żółtymi nasadami goleni. Stopy mają silnie, sercowato wcięty czwarty człon.
Owad palearktyczny, rozprzestrzeniony od Maroka przez prawie całą Europę po okolice Morza Kaspijskiego i Azerbejdżan. W Polsce notowany na nielicznych stanowiskach. Zasiedla wilgotne pobrzeża wód, gdzie przebywa wśród traw, mchów i na roślinach błotnych.